# Pachysphinx modesta
Sphinx du peuplier
Pour l'autre espèce appelée « Sphinx du peuplier », voir Laothoe populi.
Espèce
Le Sphinx du peuplier (Pachysphinx modesta) est une espèce nord-américaine d'insectes lépidoptères (papillons) qui appartient à la famille des Sphingidae, à la sous-famille des Smerinthinae et à la tribu des Smerinthini. 

## Noms vernaculaires
En français, Pachysphinx modesta est communément appelé « Sphinx du peuplier ». Il partage ce nom vernaculaire avec une espèce eurasiatique : Laothoe populi.
En anglais, il est appelé modest sphinx. 

## Distribution
L' espèce est connue dans toute l'Amérique du Nord.

## Description
L'envergure varie de 7,6 à 12 cm.
La face dorsale de l'aile antérieure est gris-verdâtre avec le tiers basal plus clair ; parfois le tiers externe peut être clair ne laissant que la bande noire médiane. La face dorsale de l'aile postérieure est grise avec une tache pourpre et un triangle bleu-noir pointant vers l'intérieur près de la marge extérieure.

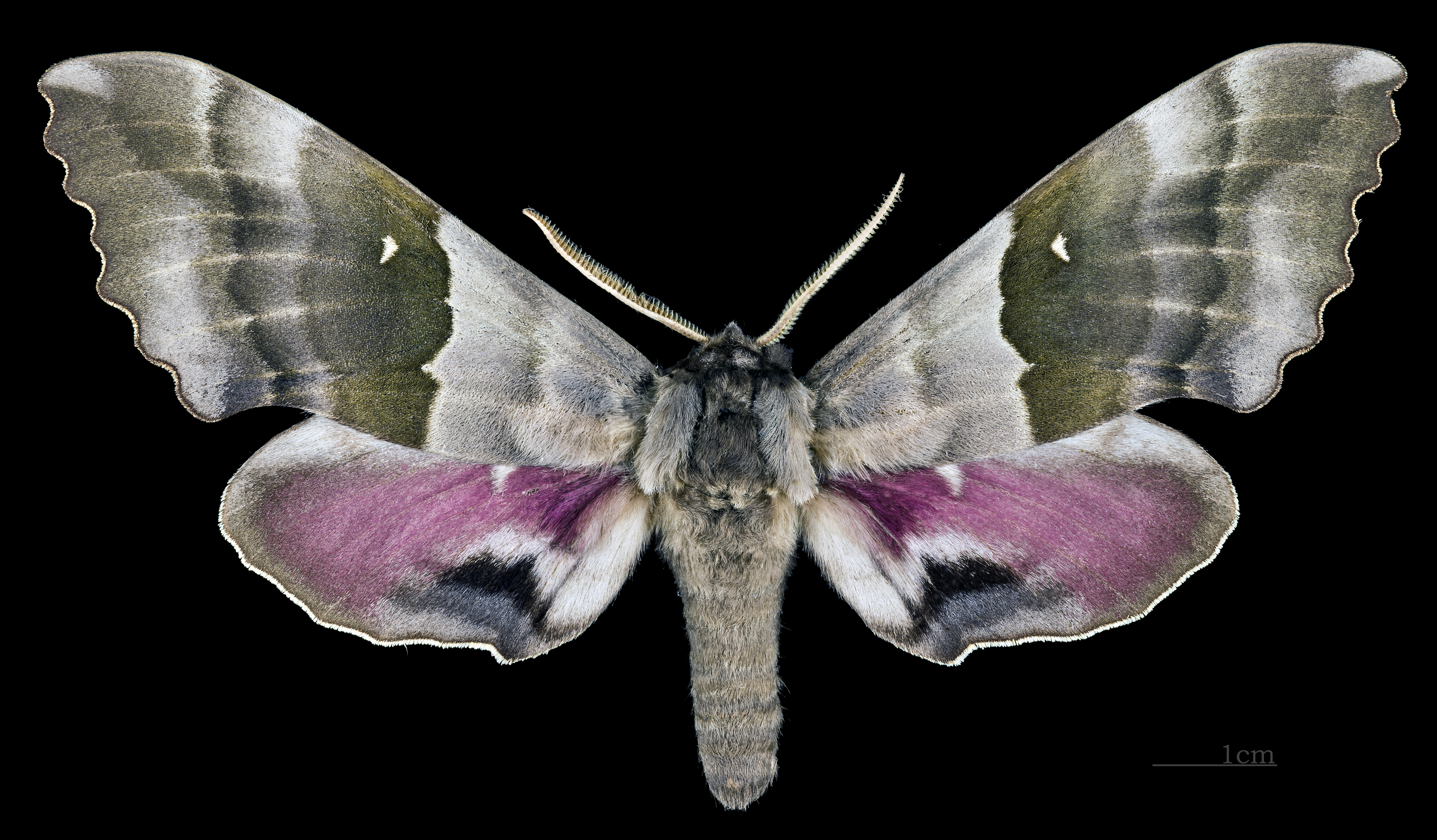
Pachysphinx modesta avers du mâle (coll.MHNT)
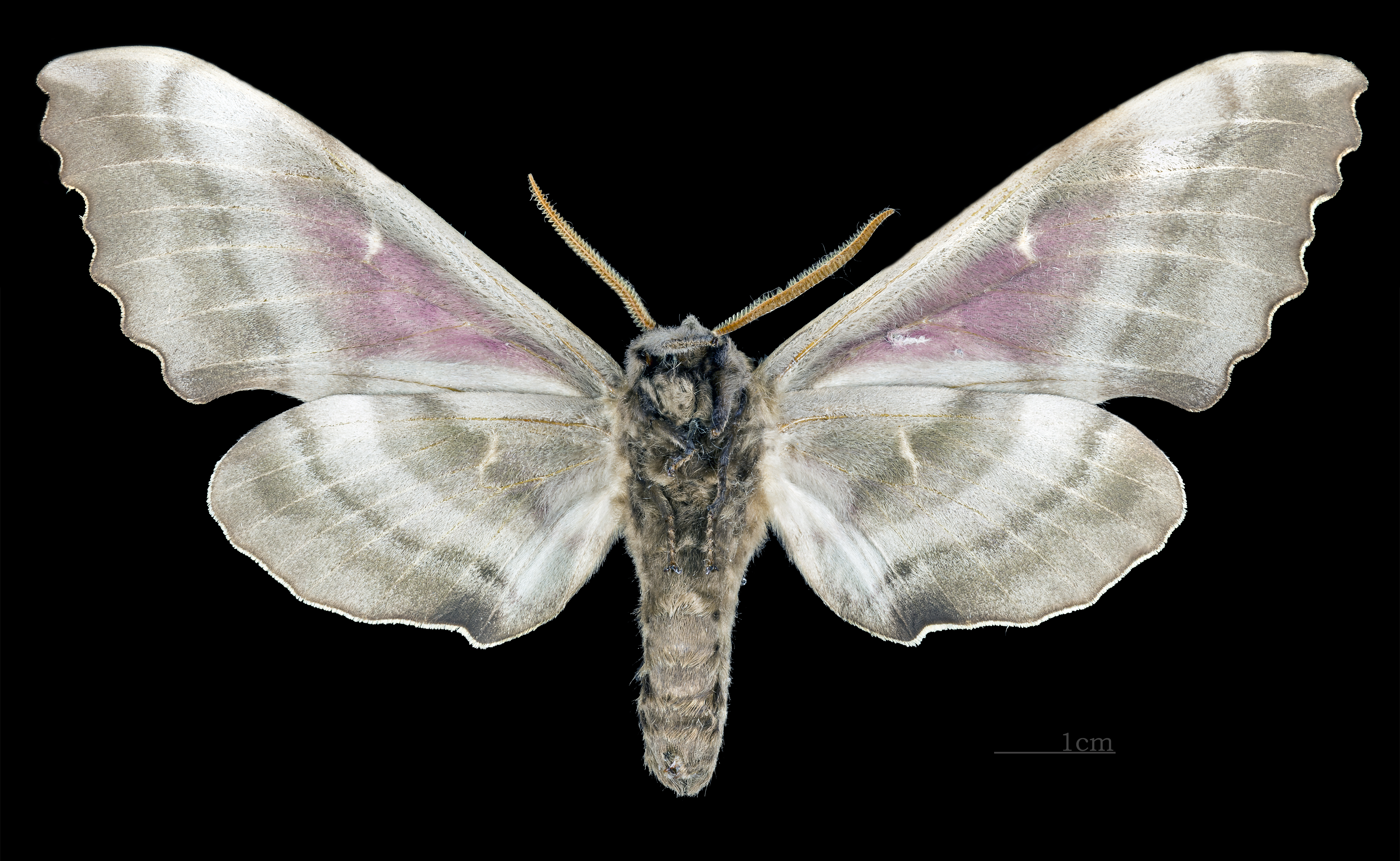
Pachysphinx modesta revers du mâle (coll.MHNT)
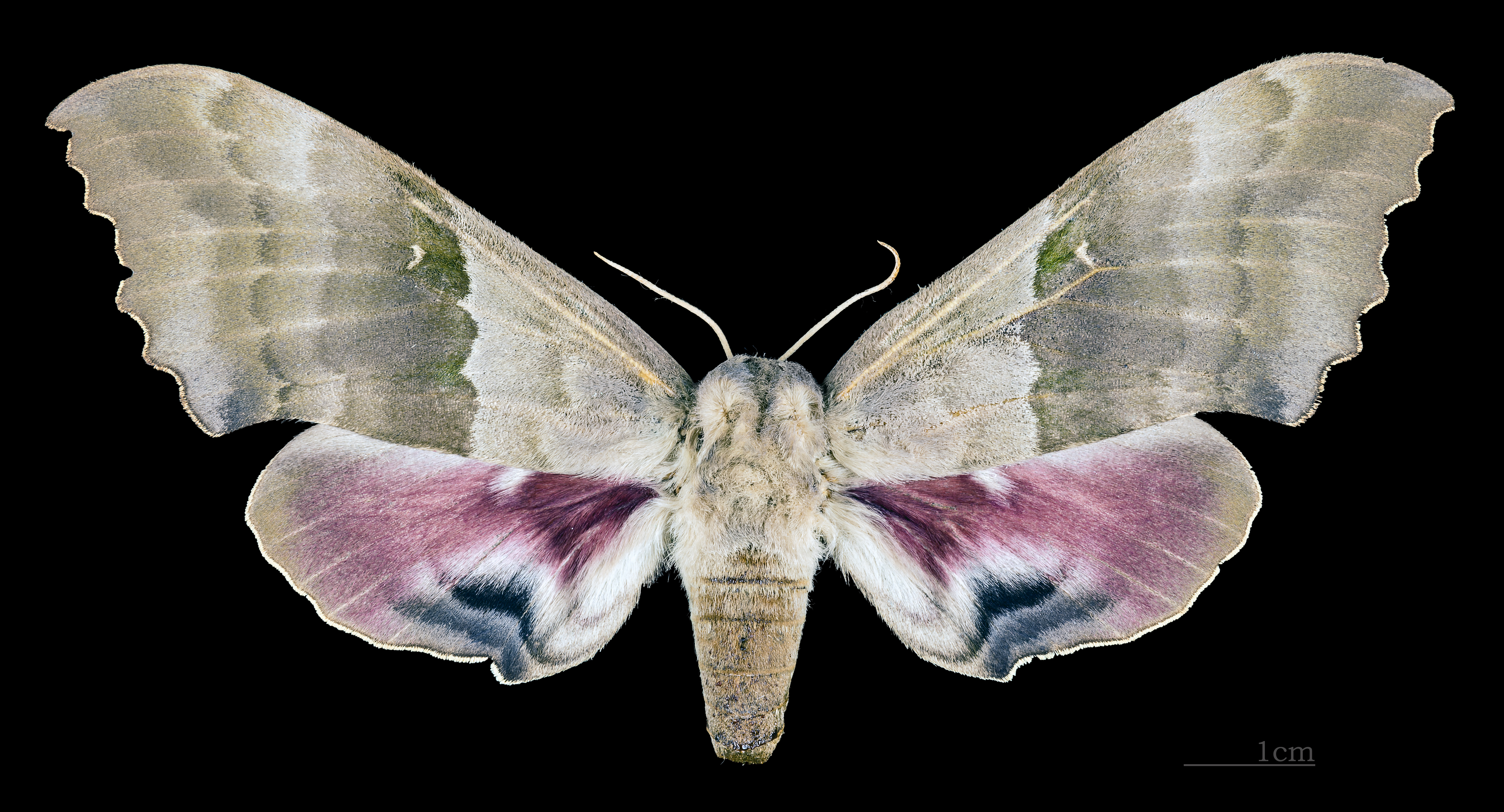
Pachysphinx modesta  femelle avers (coll.MHNT)
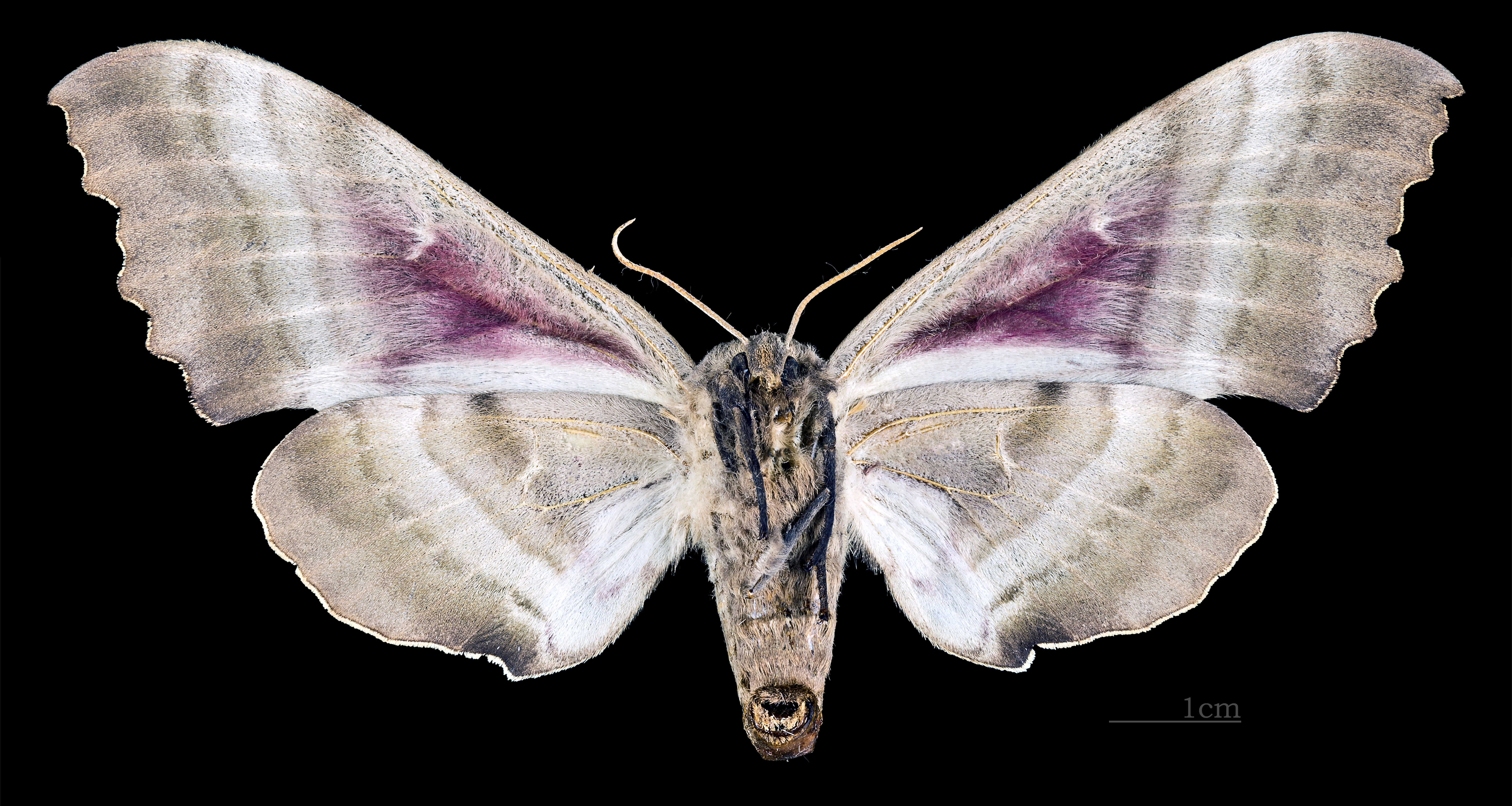
Pachysphinx modesta femelle revers (coll.MHNT)

## Systématique
L'espèce Pachysphinx modesta a été décrite par l'entomologiste américain Thaddeus William Harris en 1839, sous le nom initial de Smerinthus modesta.
Elle est l’espèce type du genre Pachysphinx Rothschild & Jordan, 1903.

### Synonymie
- Smerinthus modesta Harris, 1839 — protonyme
- Smerinthus princeps Walker, 1856
- Smerinthus populicola Boisduval, 1875
- Smerinthus cablei von Reizenstein, 1881
- Pachysphinx modesta borealis Clark, 1929

## Biologie
Les imagos volent de la mi-juin à mi-juillet. Au Canada, il y a une génération par an et le imagos volent de mai à juillet. Aux États-Unis, il peut y avoir deux générations par an.
Les adultes ne se nourrissent pas. Les chenilles se nourrissent sur les genres Populus et Salix .